# FC Cartagena
Fútbol Club Cartagena, S.A.D. là một đội bóng đá Tây Ban Nha có trụ sở tại Cartagena, vùng Murcia, Tây Ban Nha. Được thành lập vào năm 1995, đội hiện đang thi đấu ở Segunda División, tổ chức các trận sân nhà tại sân vận động Cartagonova với sức chứa 15.105 chỗ ngồi.
Câu lạc bộ được coi là sự tiếp nối của Cartagena CF, được thành lập vào năm 1919.

## Cầu thủ

### Đội hình hiện tại
Tính đến ngày 6/2/2024
Ghi chú: Quốc kỳ chỉ đội tuyển quốc gia được xác định rõ trong điều lệ tư cách FIFA. Các cầu thủ có thể giữ hơn một quốc tịch ngoài FIFA.
| Số | VT | Quốc gia    | Cầu thủ                        |
| -- | -- | ----------- | ------------------------------ |
| 1  | TM | Tây Ban Nha | Tomás Mejías                   |
| 2  | HV | Tây Ban Nha | Diego Moreno (mượn từ Osasuna) |
| 4  | HV | Tây Ban Nha | Pedro Alcalá (đội trưởng)      |
| 5  | HV | Tây Ban Nha | Gonzalo Verdú                  |
| 6  | TV | Tây Ban Nha | Andy Rodríguez                 |
| 8  | TV | Tây Ban Nha | Luis Muñoz                     |
| 9  | TĐ | Tây Ban Nha | Alfredo Ortuño (đội phó)       |
| 10 | TĐ | Tây Ban Nha | Darío Poveda (mượn từ Getafe)  |
| 11 | TĐ | Tây Ban Nha | Juan Carlos Real               |
| 12 | TĐ | Colombia    | Juanjo Narváez                 |
| 13 | TM | Tây Ban Nha | Raúl Lizoain (mượn từ Andorra) |

| Số | VT | Quốc gia    | Cầu thủ                       |
| -- | -- | ----------- | ----------------------------- |
| 14 | HV | Tây Ban Nha | José Fontán (mượn từ Celta)   |
| 16 | HV | Tây Ban Nha | Iván Calero                   |
| 17 | TV | Tây Ban Nha | Mikel Rico                    |
| 18 | TV | Argentina   | Damián Musto                  |
| 20 | HV | Tây Ban Nha | Jairo Izquierdo               |
| 22 | HV | Tây Ban Nha | Kiko Olivas                   |
| 23 | TV | Chile       | Tomás Alarcón (mượn từ Cádiz) |
| 26 | TĐ | Tây Ban Nha | Arnau Ortiz (mượn từ Girona)  |
| 27 | TM | Tây Ban Nha | José Saldaña                  |
| 33 | HV | Tây Ban Nha | Arnau Solà (mượn từ Almería)  |